# John Abbot

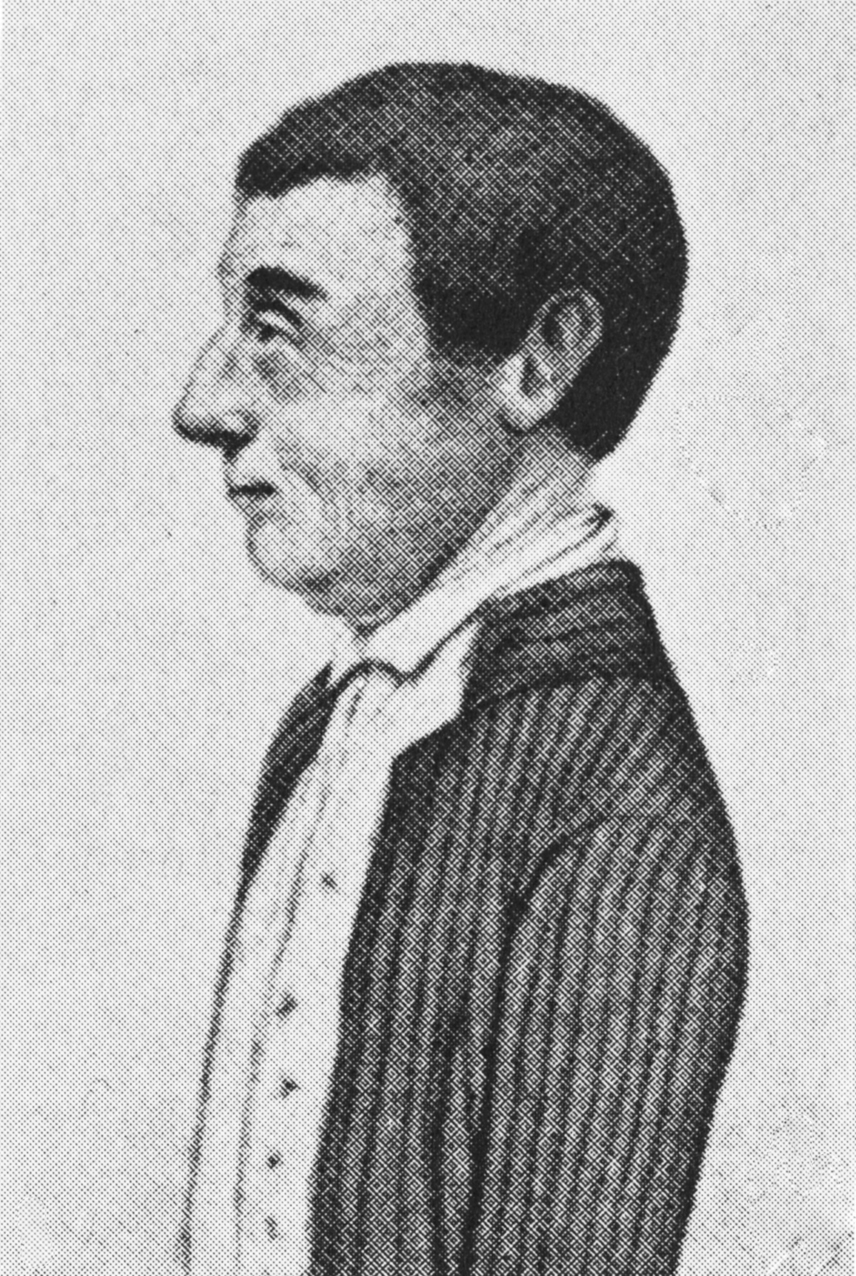
John Abbot

John Abbot (* 31. Mai oder am 1. Juni 1751 in London; † Dezember 1840 oder Januar 1841 im Bulloch County im US-Bundesstaat Georgia) war ein britischer Entomologe und Ornithologe. Sein offizielles botanisches Autorenkürzel lautet „Abbot“.

## Leben
Abbot war der älteste Sohn von James Abbot und Ann Clousinger. Sein Vater förderte sein Interesse an der Entomologie und der Kunst. Später lernte er bei Jacob Bonneau (1741–1786) den Beruf des Kupferstechers. Da er sich als Graveur talentiert zeigte, überzeugten ihn einige Mitglieder der Royal Society um Dru Drury, nach Virginia zu gehen und die dortigen Arten zu studieren und zu sammeln. Daraufhin blieb er von 1773 bis 1775 in Virginia und zog danach nach Georgia.
Er fertigte tausende Illustrationen von Insekten sowie einige von Vögeln. Die meisten davon befinden sich heute im Natural History Museum, dem British Museum und der Harvard University. Einige weitere Teile der Grafiksammlung befinden sich in der Johns Hopkins University, der University of South Carolina, der Emory University und in der Alexander Turnbull Library. Nach einigen Auktionen befinden sich weitere auch in Privatbesitz. Seine gesammelten Vögel und Insekten sandte er nach Europa, wobei ihn einige Verluste auf See entmutigten. Trotzdem sammelte und malte er bis mindestens 1835 weiter.
Die einzige unter seinem eigenen Namen erschienene Publikation ist das 1797 erschienene Buch The Natural History of the Rarer Lepidopterous Insects of Georgia, deren Hauptautor James Edward Smith war. Sie beinhaltet 104 Stiche, die nach Zeichnungen von John Abbot gefertigt wurden. Die Originalzeichnungen befinden sich heute in der Johns Hopkins University. Von Abbot stammen auch die meisten Beobachtungen, die im Buch beschrieben werden.
Zwischen 1829 und 1837 publizierte der französische Entomologe Jean Baptiste Alphonse Dechauffour de Boisduval (1799–1879) zusammen mit dem wohlhabenden amerikanischen Naturforscher John Eatton Le Conte (1784–1860) das mit 78 handcolorierten Stichen, nach Abbots Zeichnungen, versehene Buch Histoire Générale et Iconographie des Lépidoptères et des Chenilles de l’Amérique Septentrionale. Jene Zeichnungen befinden sich heute in der University of South Carolina.

## Ehrungen
Nach Abbot ist die Pflanzengattung Abbotia Raf. 1836 aus der Familie der Dreizackgewächse (Juncaginaceae) benannt.

## Literatur

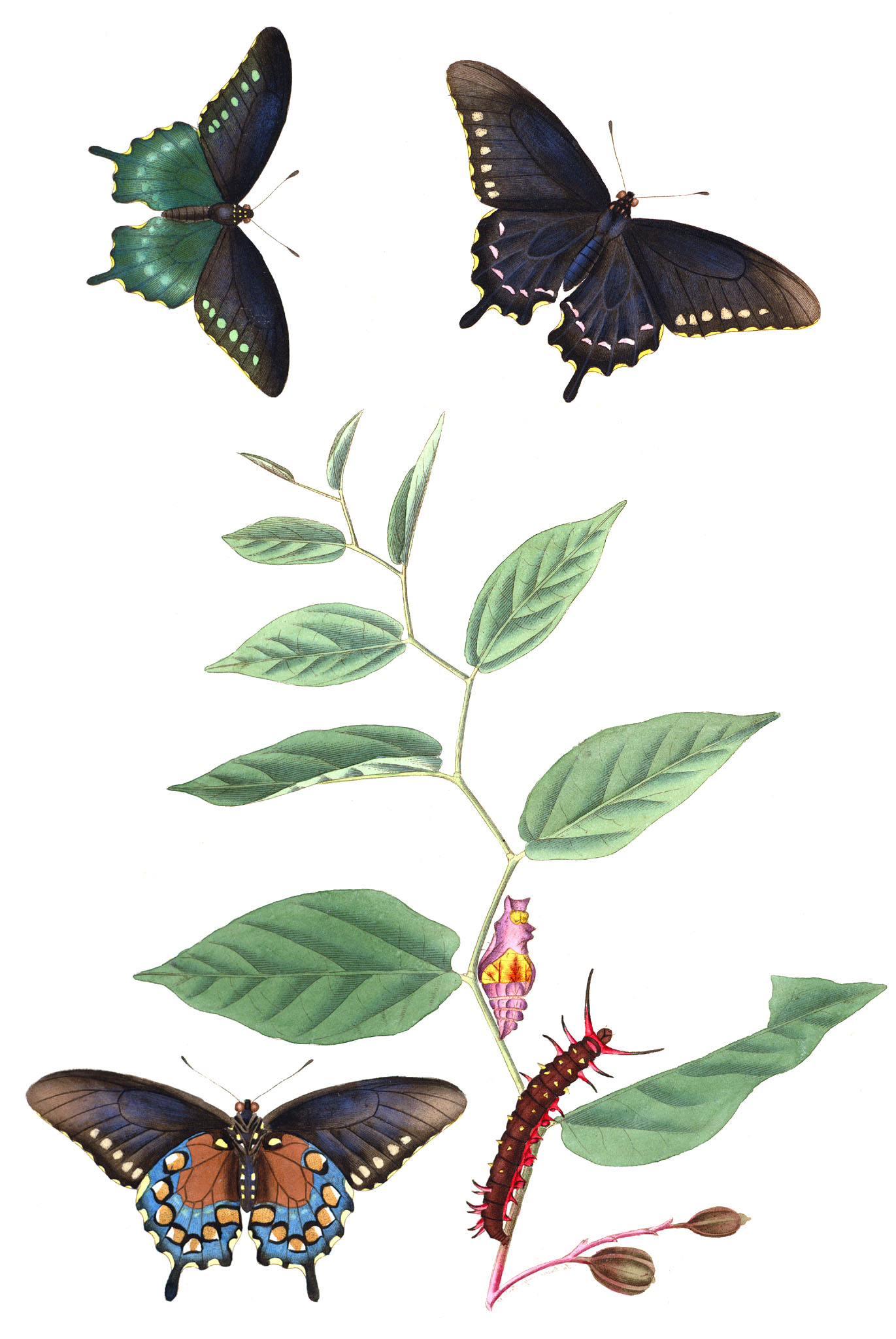
Pipevine Swallowtail, Battus philenor, auf Virginia Snakeroot, Aristolochia serpentaria, handkolorierter Stich (1797)